# Кирил Ерменков (генерал)
Кирил Александров Ерменков е български офицер, генерал-лейтенант.

## Биография
Роден е на 6 октомври 1937 г. в Лом. Завършва Народното военно инженерно училище в Свищов. По-късно учи във Военната академия в София и в Генералщабна академия в Москва. Между 1958 и 1968 г. последователно е командир на взвод и рота. След това служи в 54-ти отделен инженерен полк РГК (резерв на главното командване). От 1973 до 1975 г. е командир на иженерно-сапьорния батальон в Белене. От 1975 до 1978 г. е командир на петдесет и пети инженерен полк в Белене. Между 1980 и 1984 г. е армейски инженер на втора армия. В периода 1984 – 1994 г. е на служба в Управление „Инженерни войски“ като началник на оперативен отдел, началник-щаб и началник на Управлението (21 септември 1988 – 20 февруари 1994). През 1993 г. е избран за съдебен заседател във Върховния съд.. Същата година е избран за началник на Военна академия „Г. С. Раковски“. На 22 април 1997 г. е освободен от длъжността началник на Военната академия „Г. С. Раковски“. На 23 декември 1997 г. е освободен от кадрова военна служба, считано от 1 януари 1998 година. Бил е заместник-председател на Централния съвет на Съюза на офицерите и сержантите от запаса и резерва.

## Образование
- Народно военно инженерно училище
- Военна академия
- Академия на Генералния щаб на въоръжените сили на СССР